# Personaggi di Genshin Impact
Questa voce elenca tutti i personaggi del videogioco Genshin Impact.

## Personaggi

### Un altro mondo
| Nome        | Nome   | Elemento  | Arma  | Descrizione | Rarità | Patch di debutto | Note  |
| ----------- | ------ | --------- | ----- | --- | ------ | ---------------- | ----- |
| Aloy        | Aloy   | Cryo      | Arco  | Protagonista crossover del videogame Horizon Zero Dawn.                                                                       | Ospite | 2.1              | [ 1 ] |
| Skirk       | Skirk  | Cryo      | Spada | La misteriosa spadaccina che è stata la maestra di Tartaglia durante il suo periodo nell'Abisso. É la discepola di Surtalogi. | ★★★★★  | 5.7              |       |
| Viaggiatore | Aether | Variabile | Spada | I protagonisti della storia di Genshin Impact. All'inizio della storia l'utente può scegliere il nome del viaggiatore.        | ★★★★★  | 1.0              |       |
| Viaggiatore | Lumine | Variabile | Spada | I protagonisti della storia di Genshin Impact. All'inizio della storia l'utente può scegliere il nome del viaggiatore.        | ★★★★★  | 1.0              |       |

### Mondstadt
| Nome            | Elemento | Arma          | Descrizione | Rarità | Patch di debutto | Note    |
| --------------- | -------- | ------------- | --- | ------ | ---------------- | ------- |
| Albedo          | Geo      | Spada         | Capo Alchimista e Capitano del Team di Investigazione dei Cavalieri di Favonius                                                                      | ★★★★★  | 1.2              |         |
| Amber           | Pyro     | Arco          | Vigilante dei Cavalieri di Favonius | ★★★★   | 1.0              |         |
| Barbara         | Hydro    | Catalizzatore | Diacona della Chiesa di Favonius e idol, sorella di Jean                                                                                             | ★★★★   | 1.0              |         |
| Bennett         | Pyro     | Spada         | Un orfano estremamente sfortunato allevato come avventuriere di Mondstadt                                                                            | ★★★★   | 1.0              |         |
| Dahlia          | Hydro    | Spada         | Il diacono della Chiesa di Favonius e Araldo di Barbatos.                                                                                            | ★★★★   | 5.7              |         |
| Diluc           | Pyro     | Claymore      | Il proprietario del Vigneto Primaluce | ★★★★★  | 1.0              | [ P 1 ] |
| Diona           | Cryo     | Arco          | Una barista del bar "Coda di Gatto". | ★★★★   | 1.1              |         |
| Eula            | Cryo     | Claymore      | Il Capitano del Reparto di Ricognizione dei Cavalieri di Favonius.                                                                                   | ★★★★★  | 1.5              |         |
| Fischl          | Electro  | Arco          | Un'investigatrice per la Gilda degli avventurieri di Mondstadt accompagnata dal corvo notturno Oz. Finge di essere la "Prinzessin Der Verurteilung". | ★★★★   | 1.0              |         |
| Jean            | Anemo    | Spada         | Il Sostituto del Gran Maestro dei Cavalieri di Favonius.                                                                                             | ★★★★★  | 1.0              | [ P 1 ] |
| Kaeya           | Cryo     | Spada         | Il capitano di cavalleria dei Cavalieri di Favonius. È tenuto in grande considerazione dalla gente di Mondstadt. È il fratellastro di Diluc.         | ★★★★   | 1.0              |         |
| Klee            | Pyro     | Catalizzatore | La Cavalier Scintilla dei Cavalieri di Favonius. | ★★★★★  | 1.0              |         |
| Mika            | Cryo     | Lancia        | Un giovane cavaliere nelle prime linee della squadra di spedizione.                                                                                  | ★★★★   | 3.5              |         |
| Mona "Magistus" | Hydro    | Catalizzatore | Una giovane astrologa che possiede delle abilità degne del suo titolo.                                                                               | ★★★★★  | 1.0              | [ P 1 ] |
| Noelle          | Geo      | Claymore      | Una cameriera al quartier generale dei Cavalieri di Favonius.                                                                                        | ★★★★   | 1.0              |         |
| Razor           | Electro  | Claymore      | Un orfano cresciuto dai lupi. | ★★★★   | 1.0              |         |
| Rosaria         | Cryo     | Lancia        | Una sorella della Chiesa di Favonius di Mondstadt.                                                                                                   | ★★★★   | 1.4              |         |
| Sucrose         | Anemo    | Catalizzatore | Un'alchimista dei Cavalieri di Favonius dall'insaziabile curiosità verso ogni cosa.                                                                  | ★★★★   | 1.0              |         |
| Venti           | Anemo    | Arco          | Un bardo dalle origini sconosciute che canta vecchi poemi dimenticati e canzoni mai sentite prima. È l'Archon (dio) di Mondstadt.                    | ★★★★★  | 1.0              |         |

### Liyue
| Nome      | Elemento | Arma          | Descrizione                                                                                    | Rarità | Patch di debutto | Note    |
| --------- | -------- | ------------- | ---------------------------------------------------------------------------------------------- | ------ | ---------------- | ------- |
| Baizhu    | Dendro   | Catalizzatore | Proprietario della Farmacia Bubu.                                                              | ★★★★★  | 3.6              |         |
| Beidou    | Electro  | Claymore      | La capitana della Crux.                                                                        | ★★★★   | 1.0              |         |
| Chongyun  | Cryo     | Claymore      | Un esorcista che vaga per Liyue, nipote di Shenhe.                                             | ★★★★   | 1.0              |         |
| Gaming    | Pyro     | Claymore      | Guardia di prim'ordine dell'Agenzia di trasporti Cassa e spada.                                | ★★★★   | 4.4              |         |
| Ganyu     | Cryo     | Arco          | La segretaria delle Sette Stelle di Liyue.                                                     | ★★★★★  | 1.2              |         |
| Hu Tao    | Pyro     | Lancia        | La 77ᵃ direttrice dei Servizi Funebri Wangsheng.                                               | ★★★★★  | 1.3              |         |
| Lan Yan   | Anemo    | Catalizzatore | Una tessitrice di vimini della Vallata Chenyu.                                                 | ★★★★   | 5.3              |         |
| Keqing    | Electro  | Spada         | Yuheng delle Sette Stelle di Liyue.                                                            | ★★★★★  | 1.0              | [ P 1 ] |
| Ningguang | Geo      | Catalizzatore | Tianquan delle Sette Stelle di Liyue.                                                          | ★★★★   | 1.0              |         |
| Qiqi      | Cryo     | Spada         | Apprendista ed erborista della Farmacia Bubu. Risorta dalla morte, ha una memoria molto corta. | ★★★★★  | 1.0              | [ P 1 ] |
| Shenhe    | Cryo     | Lancia        | Una discepola degli Adepti.                                                                    | ★★★★★  | 2.4              |         |
| Xiangling | Pyro     | Lancia        | Capocuoca e cameriera del Ristorante Wanmin.                                                   | ★★★★   | 1.0              |         |
| Xianyun   | Anemo    | Catalizzatore | Una donna misteriosa che si è appena trasferita al Porto di Liyue.                             | ★★★★★  | 4.4              |         |
| Xiao      | Anemo    | Lancia        | Uno dei grandi Adepti illuminati a difesa di Liyue.                                            | ★★★★★  | 1.3              |         |
| Xingqiu   | Hydro    | Spada         | Secondogenito della Gilda dei commercianti di Feiyun.                                          | ★★★★   | 1.0              |         |
| Xinyan    | Pyro     | Claymore      | Pioniera del rock'n'roll di Liyue.                                                             | ★★★★   | 1.1              |         |
| Yanfei    | Pyro     | Catalizzatore | Una bestia semi-illuminata e una consulente legale di talento.                                 | ★★★★   | 1.5              |         |
| Yaoyao    | Dendro   | Lancia        | Una giovane discepola degli Adepti, generosa e sincera.                                        | ★★★★   | 3.4              |         |
| Yelan     | Hydro    | Arco          | Una persona misteriosa che sostiene di lavorare per il Ministero degli Affari Civili.          | ★★★★★  | 2.7              |         |
| Yun Jin   | Geo      | Lancia        | L'attuale direttrice della Compagnia dell'opera Yun-Han.                                       | ★★★★   | 2.4              |         |
| Zhongli   | Geo      | Lancia        | Il consulente misterioso dei Servizi Funebri Wangsheng, benché meno l'archon di Liyue.         | ★★★★★  | 1.1              |         |

### Inazuma
| Nome               | Elemento | Arma          | Descrizione                                                                                  | Rarità | Patch di debutto | Note    |
| ------------------ | -------- | ------------- | -------------------------------------------------------------------------------------------- | ------ | ---------------- | ------- |
| Kamisato Ayaka     | Cryo     | Spada         | La figlia del clan Kamisato della Commissione Yashiro.                                       | ★★★★★  | 2.0              |         |
| Kamisato Ayato     | Hydro    | Spada         | L'attuale capo del clan Kamisato e, di conseguenza, della Commissione Yashiro.               | ★★★★★  | 2.6              |         |
| Gorou              | Geo      | Arco          | Il grande generale dell'esercito dell'Isola di Watatsumi.                                    | ★★★★   | 2.3              |         |
| Shikanoin Heizou   | Anemo    | Catalizzatore | Un giovane investigatore prodigio della Commissione Tenryou.                                 | ★★★★   | 2.8              |         |
| Arataki Itto       | Geo      | Claymore      | Discendente degli Oni e capo della Arataki Gang                                              | ★★★★★  | 2.3              |         |
| Kaedehara Kazuha   | Anemo    | Spada         | Un samurai errante di Inazuma umile e gentile.                                               | ★★★★★  | 1.6              |         |
| Kirara             | Dendro   | Spada         | Una fattorina che lavora per la compagnia di spedizioni Komaniya Express di Inazuma.         | ★★★★   | 3.7              |         |
| Sangonomiya Kokomi | Hydro    | Catalizzatore | La Sacerdotessa divina dell'Isola di Watatsumi.                                              | ★★★★★  | 2.1              |         |
| Yae Miko           | Electro  | Catalizzatore | La gran sacerdotessa del Gran Santuario di Narukami, discendente della stirpe delle Kitsune. | ★★★★★  | 2.5              |         |
| Yumemizuki Mizuki  | Anemo    | Catalizzatore | La psicologa clinica e maggiore azionista delle terme Aisa.                                  | ★★★★★  | 5.4              | [ P 1 ] |
| Kujou Sara         | Electro  | Arco          | La leader delle truppe della Commissione Tenryou.                                            | ★★★★   | 2.1              |         |
| Sayu               | Anemo    | Claymore      | Una ninja appartenente all'Organizzazione Shuumatsuban.                                      | ★★★★   | 2.0              |         |
| Kuki Shinobu       | Electro  | Spada         | La vice capo della Arataki Gang.                                                             | ★★★★   | 2.7              |         |
| Raiden Shogun      | Electro  | Lancia        | La sovrana suprema dello Shogunato di Inazuma.                                               | ★★★★★  | 2.1              |         |
| Thoma              | Pyro     | Lancia        | Il domestico della Commissione Yashiro del clan Kamisato.                                    | ★★★★   | 2.2              |         |
| Yoimiya            | Pyro     | Arco          | L'attuale proprietaria della Bottega Naganohara.                                             | ★★★★★  | 2.0              |         |

### Sumeru
| Nome      | Elemento | Arma          | Descrizione | Rarità | Patch di debutto | Note    |
| --------- | -------- | ------------- | --- | ------ | ---------------- | ------- |
| Alhaitham | Dendro   | Spada         | L'attuale scriba dell'Akademiya di Sumeru, dotato d'intelligenza e talento fuori dal comune.                                         | ★★★★★  | 3.4              |         |
| Candace   | Hydro    | Lancia        | La dolce e generosa guardiana del Villaggio di Aaru.                                                                                 | ★★★★   | 3.1              |         |
| Collei    | Dendro   | Arco          | Un'apprendista guardaboschi sotto la guida di Tighnari.                                                                              | ★★★★   | 3.0              |         |
| Cyno      | Electro  | Lancia        | Il generale Mahamatra dell'Akademiya, leader di tutti i Matra.                                                                       | ★★★★★  | 3.1              |         |
| Dehya     | Pyro     | Claymore      | Membro degli Eremiti, un corpo mercenario scarsamente organizzato che vaga per le sabbie di Sumeru.                                  | ★★★★★  | 3.5              | [ P 1 ] |
| Dori      | Electro  | Claymore      | Una mercantessa di Sumeru con la passione per i Mora.                                                                                | ★★★★   | 3.0              |         |
| Faruzan   | Anemo    | Arco          | Una studiosa illustre dell'Akademiya "di un secolo fa" e una delle fondatrici della meccanica antica.                                | ★★★★   | 3.3              |         |
| Kaveh     | Dendro   | Claymore      | Un rinomato architetto originario di Sumeru che si preoccupa esageratamente di fin troppe cose. Coinquilino di Alhaitham.            | ★★★★★  | 3.6              |         |
| Layla     | Cryo     | Spada         | Una studentessa della Rtawahist dall'aria perennemente stanca.                                                                       | ★★★★   | 3.2              |         |
| Nahida    | Dendro   | Catalizzatore | È Sua Eccellenza Minore Kusanali e risiede nelle profondità del Santuario di Surasthana. È una parte della coscenza di Rukkhadevata. | ★★★★★  | 3.2              |         |
| Nilou     | Hydro    | Spada         | La stella del Teatro Zubayr. | ★★★★★  | 3.1              |         |
| Sethos    | Electro  | Arco          | Il leader del Tempio del Silenzio.                                                                                                   | ★★★★   | 4.7              |         |
| Tighnari  | Dendro   | Arco          | Un Guardiano della foresta di Avidya e studioso di botanica.                                                                         | ★★★★★  | 3.0              | [ P 1 ] |
| Vagabondo | Anemo    | Catalizzatore | Se un essere umano lo si vede dal suo cuore, allora lui non lo si può considerare tale.                                              | ★★★★★  | 3.3              | [ P 2 ] |

### Fontaine
| Nome        | Elemento | Arma          | Descrizione | Rarità | Patch di debutto | Note |
| ----------- | -------- | ------------- | --- | ------ | ---------------- | ---- |
| Charlotte   | Cryo     | Catalizzatore | Instancabile giornalista dell'Uccello a vapore, sempre a caccia della "verità".                                     | ★★★★   | 4.2              |      |
| Chevreuse   | Pyro     | Lancia        | La rinomata Capitana della Pattuglia speciale di sicurezza e sorveglianza.                                          | ★★★★   | 4.3              |      |
| Chiori      | Geo      | Spada         | Una stilista proveniente da Inazuma molto diretta che detta le leggi della moda di Fontaine con il suo stile unico. | ★★★★★  | 4.5              |      |
| Clorinde    | Electro  | Spada         | La campionessa duellante più forte di tutti. Difende la giustizia.                                                  | ★★★★★  | 4.7              |      |
| Emilie      | Dendro   | Lancia        | La venditrice di profumi di Fontaine.                                                                               | ★★★★★  | 4.8              |      |
| Escoffier   | Cryo     | Lancia        | La ottima chef di Fontaine, conosciuta per il suo grande talento culinario.                                         | ★★★★★  | 5.6              |      |
| Freminet    | Cryo     | Claymore      | Un giovane taciturno e un subacqueo esperto.                                                                        | ★★★★   | 4.0              |      |
| Furina      | Hydro    | Spada         | La "Regina delle acque, dei luoghi, dei popoli e delle leggi" ha l'affetto della sua gente.                         | ★★★★★  | 4.2              |      |
| Lyney       | Pyro     | Arco          | Un mago di grande talento e rinomato in tutta Fontaine.                                                             | ★★★★★  | 4.0              |      |
| Lynette     | Anemo    | Spada         | L'assistente di un mago che si nasconde nell'ombra e che si definisce un'"assistente di magia multifunzione".       | ★★★★   | 4.0              |      |
| Navia       | Geo      | Claymore      | La Presidente della Spina di Rosula dal sorriso sempre raggiante.                                                   | ★★★★★  | 4.3              |      |
| Neuvillette | Hydro    | Catalizzatore | Lo Iudex di Fontaine.                                                                                               | ★★★★★  | 4.1              |      |
| Sigewinne   | Hydro    | Arco          | Una Melusina capo infermiera di Forte Méropide.                                                                     | ★★★★★  | 4.7              |      |
| Wriothesley | Cryo     | Catalizzatore | Amministratore di Forte Méropide.                                                                                   | ★★★★★  | 4.1              |      |

### Natlan
Tribù
     Figli degli Echi
     Discendenti delle Vette
     Popolo delle Sorgenti
     Clan Piumafiore
     Maestri del Vento della Notte
     Comunità dell'Abbondanza
| Nome    | Nome    | Elemento                                                                               | Arma          | Descrizione | Rarità | Patch di debutto | Note |
| ------- | ------- | -------------------------------------------------------------------------------------- | ------------- | --- | ------ | ---------------- | ---- |
|         | Chasca  | Anemo                                                                                  | Arco          | La Pacificatrice di Tlalocan che è in grado di trovare una soluzione per ogni conflitto.                                                                | ★★★★★  | 5.2              |      |
|         | Citlali | Cryo                                                                                   | Catalizzatore | Una sciamana appartenente alla tribù dei Maestri del Vento della Notte nota come "Nonna Itztli".                                                        | ★★★★★  | 5.3              |      |
|         | Iansan  | Electro                                                                                | Lancia        | Capoallenatrice del Club di fitness della Comunità dell'Abbondanza, nonché famosa nutrizionista di Natlan.                                              | ★★★★   | 5.5              |      |
|         | Ifa     | Anemo                                                                                  | Catalizzatore | Veterinario del clan Piumafiore. | ★★★★   | 5.6              |      |
|         | Kachina | Geo                                                                                    | Lancia        | Una giovane guerriera dei Figli degli Echi insignita del Nome antico di Uthabiti. Ogni ostacolo che affronta la rende sempre più forte.                 | ★★★★   | 5.0              |      |
|         | Kinich  | Dendro                                                                                 | Claymore      | Il cacciatore di Saurici che viaggia insieme all'autoproclamato "Signore dei Draghi", K'uhul Ajaw.                                                      | ★★★★★  | 5.0              |      |
| Mavuika | Pyro    | L'attuale Archon di Pyro, la fiamma eterna della speranza di tutti gli esseri viventi. | Claymore      | 5.3 | ★★★★★  |                  |      |
|         | Mualani | Hydro                                                                                  | Catalizzatore | La guida di punta della nuova generazione del Popolo delle Sorgenti.                                                                                    | ★★★★★  | 5.0              |      |
|         | Ororon  | Electro                                                                                | Arco          | Un giovane dei Maestri del Vento della Notte, che sembra essere sempre calmo e a suo agio in qualunque situazione. Catturarlo non sarà una passeggiata. | ★★★★   | 5.2              |      |
|         | Varesa  | Electro                                                                                | Catalizzatore | Un'aspirante eroina, orticoltrice e guerriera della Comunità dell'Abbondanza dall'indole spensierata.                                                   | ★★★★★  | 5.5              |      |
|         | Xilonen | Geo                                                                                    | Spada         | Una Forgianomi dei Nanatzcayan, brava nel trovare l'equilibrio tra le responsabilità del lavoro e i piaceri della vita.                                 | ★★★★★  | 5.1              |      |

### Snezhnaya

#### Nod-Krai
| Nome   | Elemento | Arma          | Descrizione | Rarità | Patch di debutto | Note |
| ------ | -------- | ------------- | --- | ------ | ---------------- | ---- |
| Aino   | Hydro    | Claymore      | Proviene dal negozio di artigianato Clink-Clank Krumkake di Nod-Krai ed è la designer di Ineffa.                                 | ★★★★   | 6.0              |      |
| Flins  | Electro  | Lancia        | Il nome completo è Kyryll Chudomirovich Flins. Appartiene ai Guardiani del Faro ed è il custode del cimitero a nord di Nod-Krai. | ★★★★★  | 6.0              |      |
| Ineffa | Electro  | Lancia        | Un cyborg multifunzionale assemblato con componenti meccaniche provenienti da varie nazioni.                                     | ★★★★★  | 5.8              |      |
| Lauma  | Dendro   | Catalizzatore | La messaggera del Canto Lunare dei Discendenti della Luna Gelida. È una figura saggia e sacra, molto rispettata nella comunità.  | ★★★★★  | 6.0              |      |

#### Messaggeri dei Fatui
| Nome       | Elemento | Arma   | Descrizione | Rarità | Patch di debutto | Note |
| ---------- | -------- | ------ | --- | ------ | ---------------- | ---- |
| Arlecchino | Pyro     | Lancia | La quarta Messaggera dei Fatui, nota anche come "La Fantesca". I bambini della Casa del Focolare si riferiscono a lei chiamandola "Padre". | ★★★★★  | 4.6              |      |
| Tartaglia  | Hydro    | Arco   | Nome in codice "Childe", è l'undicesimo Messaggero dei Fatui, noto anche come il "Principe". È molto temuto sul campo di battaglia.        | ★★★★★  | 1.1              |      |

### Personaggi annunciati
| Nome         | Elemento | Arma          | Descrizione | Patch prevista di debutto | Note  |
| ------------ | -------- | ------------- | --- | ------------------------- | ----- |
| Alice        | Pyro     | —             | Una famosa avventuriera autrice del Manuale dell'Avventuriere di Teyvat. Ha fondato l'organizzazione degli Hexenzirkel. Il suo nome in codice è "A.".                                                                                                | —                         | [ 2 ] |
| Colombina    | Hydro    | Catalizzatore | La terza Messaggera dei Fatui, nota come la "Fanciulla Lunare". | —                         | [ 2 ] |
| Durin        | Pyro     | Spada         | Un drago del mondo di Simulanka, creato dalla strega Andersdotter degli Hexenzirkel. Fu creato basandosi sull'omonimo drago del mondo reale di Teyvat. Fu trasformato in un essere umano sintetico con l'aiuto di Albedo.                            | —                         | [ 2 ] |
| Jahoda       | —        | Arco          | Una leggendaria cacciatrice di taglie famosa nella regione con un curriculum eccezionale in battaglia. | —                         | [ 2 ] |
| Nefer        | Dendro   | Catalizzatore | La direttrice del Curatorio dei Segreti. Sa molte storie: non solo del passato, ma anche del presente e del futuro. | —                         | [ 2 ] |
| Nicole Reeyn | Cryo     | —             | Una maga membro degli Hexenzirkel. Studia la direzione e l'ordine del mondo e parla per guidare le persone verso la verità. Il suo nome in codice è "N.".                                                                                            | —                         | [ 2 ] |
| Sandrone     | —        | —             | La settima Messaggera dei Fatui, nota come la "Marionetta". | —                         | [ 2 ] |
| Varka        | Anemo    | Claymore      | L'attuale Gran Maestro dei Cavalieri di Favonius. È partito per una spedizione sei mesi prima degli eventi del gioco. Si trova attualmente nel Territorio di Nod-Krai per indagare, dopo aver scoperto nuove informazioni durante la sua spedizione. | —                         | [ 2 ] |

### Precisazioni
1. 1 2 3 4 5 6 7 8  Personaggio cinque stelle ottenibile dal banner standard
2. ↑  In originale Wanderer.